# Аеродром Казањ
Међународни аеродром Казањ (рус. Международный аэропорт Казань тат. Qazan Xalıqara Aeroportı) (IATA: KZN, ICAO: UWKD) је аеродром федералног значаја  у граду Казању у Републици Татарстан у Руској Федерацији. Аеродром се налази на 11. месту у земљи по промету путника (3,4 милиона путника). Аеродром је база авиокомпаније Kazan Air Enterprise, као и једна од база за авиокомпанију UVT Aero.

## Положај
Налази се на 26 км југоисточно од града Казања, у близини села Столбишће на територији Лаишевског округа Републике Татарстан.

## Историја

### Совјетски период
Одлука о изградњи другог аеродрома у Казању донета је 1972. Стари аеродром, 8 км северозападно од града, „Казан-1“, више није био довољан. Број путника је већ 1972. године премашио 1,6 милиона. За прихват авиона Ту-134 потребна је и нова већа полетно-слетна стаза. Изградња је завршена 1979. године. Први планирани лет, путнички лет из Сочија, обављен је 15. септембра 1979. Како би прихватао авионе Ил-86, године 1982. аеродром је проширен и опремљен савременом технологијом. Аеродром се до 1984. године звао "Казан-2", када је преименован у "Казан". Први међународни лет полетео је за Берлин 1987. године, неколико месеци раније аеродром је добио статус "међународног". Брзо су успостављене линије с Пољском, Албанијом, Кином, Бугарском и Монголијом.

### Постсовјетски период
За Истанбул је отворена линија октобра 1992. године и до данас је најоптерећенија међународна линија. Од марта 1997. године Луфтханса лети на релацији Казан-Франкфурт, међутим, обуставља летење у априлу 2013. Линију поново обнавља Аерофлот од јуна 2016. и лети два пута недељно. Крајем 1994. године, одлучено је да се приступи новом проширењу аеродрома. Најважније тачке биле су проширење аеродромске зграде и система за гориво, као и изградња полетно-слетне стазе дужине 3750 м. 
Поред тога, требало би да се модернизује центар за контролу ваздушног саобраћаја (контролни торањ) и да се изгради теретни комплекс, хотел са четири звездице и хангар. Систем за горива је модернизован 2001. године, а полетно-слетна стаза је завршена у јулу 2004. године. Сименс је добио уговор за модернизацију комуникационих система. 2004. године донета је и одлука да се изгради пословни терминал са капацитетом од 100 путника на сат. Сви грађевински радови завршени су до 2005. године, на прославу 1000 година града.
Како је Казан био домаћин Универзијаде 2013. и ФИФА Светског купа 2018. године, 2008. године се кренуло у нову ревитализацију терминала. и друге аеродромске инфраструктуре, а у циљу да аеродром, као међурегионално чвориште, достигне капацитета до 5 милиона путника годишње.
Прво је изграђена нова полетно-слетна стаза дужине 3700 метара, а на обе стазе додата су и рубна светла. Ово је омогућило аеродрому да ради 24 сата дневно. У 2012. години изграђена је нова аеродромска ватрогасна станица. 2012. године започела је изградња Терминала 1А који је званично је отворен 7. новембра 2012, док је Терминал 1 компелтно реконструисан и, са обновљеном фасадом поново пуштен у рад 22. јуна 2013.
Аеродром је добио име по татарском песнику Габдули Тукају.
Капацитет аеродрома омогућава слетање и полијетање сваких 7 минута у свим временским условима и може да прими ваздухоплове било које ширине, као што су: Антонов Ан-225, Антонов Ан-124 или Боинг 747. Аеродром посједује другу категорију Међународне организације цивилног ваздухопловства (ICAO).

## Авио-компаније и дестинације
Са аеродром саобраћа ваздушни саобраћај према свим важнијим аеродромима Руске федерације, скоро према свим земљама Централне Азије и Кавказа, према Турској и појединим аеродромима Централне Европе

### Авио-компаније које саобраћају на аеродрому
- Аерофлот, Rosiјa, S7 Airlines, Utair, Ural Airlines, Победа, Azimuth, Nordwind Airlines, Pegas Fly, UVT Aero, Royal Flight, Azur Air, SmartAvia, RusLine
- Белавија
- Turkish Airlines, Onur Air
- Wizz Air
- Smart Wings
- Флајдубаи
- Финер
- Tianjin Airlines
- Azerbaijan Airlines
- Air Astana,
- Avia Traffic Company
- Turkmenistan Airlines
- Uzbekistan Airways
- Somon Air
- Aegean Airlines
- Вуелинг

### Дестинације (аеродроми)

#### Унутрашњи саобраћај
| - Средишњи федерални округ - Москва – Шереметјево - Москва-Домодедово - Москва–Внуково - Москва-Жуковски - Вороњеж - Јужни федерални округ - Астрахан - Ростов-на-Дону - Сочи - Симферопољ - Анапа(сезонски) - Краснодар - Геленџик (сезонски)] - Волгоград | - Северозападни федерални округ - Санкт-Петербург - Калињинград - Сиктивкар - Сибирски федерални округ - Новосибирск - Краснојарск (Јемељаново) - Иркутск - Новокузњецк - Уралски федерални округ - Јекатеринбург - Чељабинск - Тјумењ - Ханти-Мансијск - Сургут - Нижњевартовск | - Поволшки федерални округ - Уфа - Киров - Нижњи Новгород - Пенза - Перм - Саратов - Самара - Оренбург - Севернокавкаски федерални округ - Грозни - Минералније Води |

#### Међународни саобраћај
| - Франкфурт - Будимпешта - Праг - Минск - Истанбул, Анталија(сезонски), Даламан - Јереван - Барселона(сезонски) - Солун(сезонски), Ираклион (чартер), Родос (чартер) - Хелсинки - Бургас (сезонски) - Ларнака (чартер) - Урумћи - Баку | - Нур Султан - Бишкек - Душанбе, Хучанд, Ош - Ашхабад - Ташкент, Самарканд, Фергана - Монастир (чартер), Енфида (чартер), Џерба (чартер) - Акаба (чартер) - Дубаи – Интернатионал, Дубаи (Ал Мактум) - Банкок-Суварнабуми (чартер), Патаја (чартер), Пукет (чартер) - Гоа (чартер) - Кам Ран - Ла Романа |

## Статистика (број путника / годишње)
| година | бр. путника | % промена  |
| ------ | ----------- | ---------- |
| 2004   | 309,900     | Стагнација |
| 2005   | 393,600     | 27%        |
| 2006   | 445,700     | 13.2%      |
| 2007   | 616,400     | 38.3%      |
| 2008   | 751,500     | 22%        |
| 2009   | 675,700     | -10.1%     |
| 2010   | 958,500     | 41.8%      |
| 2011   | 1,227,000   | 28%        |
| 2012   | 1,487,000   | 21.2%      |
| 2013   | 1,847,000   | 24.2%      |
| 2014   | 1,942,408   | 5.2%       |
| 2015   | 1,799,267   | 7.4%       |
| 2016   | 1,923,223   | 6.9%       |
| 2017   | 2,623,423   | 36.4%      |
| 2018   | 3, 141, 776 | 19.7%      |
| 2019   | 3, 470, 742 | 10.4%      |

## Приступ аеродрому
До њега се може доћи аутомобилом, таксијем, аутобусом и возом. Аутобуска линија бр. 197 вози до центра града, а у склопу аеродрома је и железничка станица која повезује зрачну луку са центром Казања.

## Инциденти
17. новембра 2013. авион Боинг 737-500 авиокомпаније Tatarstan Airlines, који је обављао лет У9-363 Москва-Казањ срушио се приликом покушаја слетања на аеродром. Свих 44 путника (укључујући сина председника Татарстана) и 6 чланова посаде је настрадало. Истрага је показала да пилот није завршио основну обуку летења. Услед овог открића, Руска Федерална агенција за ваздушни саобраћај (Росавиатсииа)је поништила стотине пилотских дозвола.